# Morte del cavaliere di Celano
La Morte del cavaliere di Celano è la sedicesima delle ventotto scene del ciclo di affreschi delle Storie di san Francesco della Basilica superiore di Assisi, attribuiti a Giotto. Fu dipinta verosimilmente tra il 1295 e il 1299 e misura 230x270 cm.

## Descrizione e stile
Questo episodio appartiene alla serie della Legenda maior (XI,4) di san Francesco: «Quando il beato Francesco impetrò la salute dell'anima per un cavaliere di Celano, che devotamente a pranzo l'aveva invitato; il quale, dopo la confessione e dopo aver disposto per la sua casa, mentre gli altri si mettevano a mangiare, d'improvviso esalò l'anima, addormentandosi nel Signore.».
La scena, una delle più drammatiche del ciclo, è divisa nettamente in due parti, con l'architettura che inquadra il banchetto con san Francesco e un altro frate e la parte destra con la folla accorsa al nobile cavaliere disteso perché colto dalla morte. Fortemente contrastanti sono le due metà, quella sinistra dominata dal frate alzato, e quella destra con la folla dei dolenti attorno al moribondo. 
Molto bello è l'oggetto dell'architettura che si sporge con una profondità verosimile, mentre è piacevolmente dettagliata la descrizione delle suppellettili sul tavolo.
Per questo affresco, la Predica dinanzi a Onorio III e l'Apparizione al Capitolo di Arles già dallo Gnudi in poi si parla di una personalità distinta da quella del maestro di bottega.